# 南熊本駅
南熊本駅（みなみくまもとえき）は、熊本県熊本市中央区南熊本三丁目にある、九州旅客鉄道（JR九州）豊肥本線の駅である。
かつては当駅から熊延鉄道が延びていた他、熊本市交通局（熊本市電）春竹線の南熊本駅前停留場（みなみくまもとえきまえていりゅうじょう）が近接して存在していた。本稿では同停留場についても記述する。

## 歴史
- 1914年（大正3年）6月21日：鉄道院（後の日本国有鉄道）宮地軽便線の開通に伴い、春竹駅（はるたけえき）として開業[3][4]。
- 1915年（大正4年）4月6日：御船鉄道（後の熊延鉄道）が開業し、当駅で接続。
- 1928年（昭和3年）12月2日：路線名の改称に伴い、豊肥本線の駅となる[3]。
- 1929年（昭和4年）6月20日：熊本市電春竹線の春竹駅前停留場が開業。
- 1940年（昭和15年）
  - 5月1日：南熊本駅に改称[4][7]。
  - 5月10日：春竹駅前停留場を南熊本駅前停留場に改称。
- 1943年（昭和18年）：鉄道省の駅舎改築[1]。
- 1964年（昭和39年）3月31日：熊延鉄道廃止。
- 1970年（昭和45年）5月1日：熊本市電春竹線廃止[6]。
- 1984年（昭和59年）2月1日：貨物および荷物の扱い廃止[4]。
- 1986年（昭和61年）11月1日：駅員無配置駅となる[8]。
- 1987年（昭和62年）4月1日：国鉄分割民営化により九州旅客鉄道が継承[3]。
- 2012年（平成24年）12月1日：交通系ICカードSUGOCA導入[9]。

## 駅構造

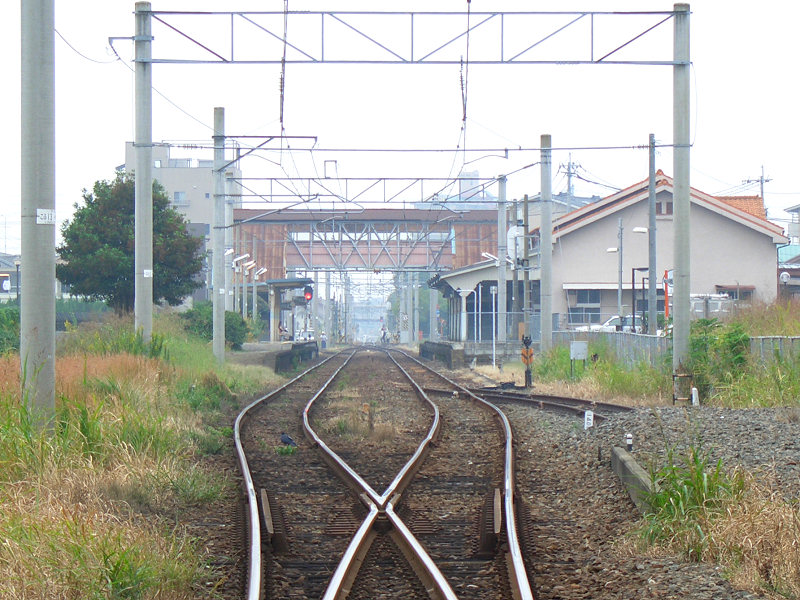
構内

相対式ホーム2面2線を有する地上駅。木造駅舎が存在し1945年（昭和20年）の熊本大空襲では奇跡的に被災せず、現在まで残っている。以前は熊本市電春竹線や熊延鉄道も乗り入れるなど、熊本の南部の拠点駅であった。急行「火の山」も停車していた。かつては近隣の西部ガス熊本工場、九州農政局庁舎へ引込線が延びており、廃止された現在でも線路跡が残っている。
JR九州本体による直営駅で、きっぷうりばが設置されている。

### のりば
| のりば | 路線      | 方向 | 行先                 |
| ------ | --------- | ---- | -------------------- |
| 1      | ■豊肥本線 | 下り | 水前寺・肥後大津方面 |
| 2      | ■豊肥本線 | 上り | 熊本方面             |

熊延鉄道の廃止までは日本国有鉄道と熊延鉄道の共同駅舎で、単式ホーム1面1線、島式ホーム1面2線の計2面3線ホームを有していた。豊肥線は相対する1番線（肥後大津方面）と2番線（熊本方面）を使用、熊延鉄道は島式ホーム側で、豊肥線（2番線）の反対側を3番線として使用していた。
熊本市電春竹線は駅構内に乗入れ、単式1面1線、ホームの途中で分岐していた。現在は駅前ロータリー内のバス停留所になっている。

## 利用状況
2023年（令和5年）度の1日平均乗車人員は1,152人である。
各年度の1日平均乗車人員は下表の通り。2016年度までについては、各年度総計のデータから該当年度の日数を除算し、小数点以下を四捨五入したもの。
| 年度   | 1日平均 乗車人員 | 出典        |
| ------ | ---------------- | ----------- |
| 2004年 | 592              | [ 利用 2 ]  |
| 2005年 | 596              | [ 利用 3 ]  |
| 2006年 | 624              | [ 利用 4 ]  |
| 2007年 | 617              | [ 利用 5 ]  |
| 2008年 | 650              | [ 利用 6 ]  |
| 2009年 | 648              | [ 利用 7 ]  |
| 2010年 | 692              | [ 利用 8 ]  |
| 2011年 | 753              | [ 利用 9 ]  |
| 2012年 | 749              | [ 利用 10 ] |
| 2013年 | 780              | [ 利用 11 ] |
| 2014年 | 809              | [ 利用 12 ] |
| 2015年 | 911              | [ 利用 13 ] |
| 2016年 | 970              | [ 利用 14 ] |
| 2017年 | 1,040            | [ 利用 15 ] |
| 2018年 | 1,059            | [ 利用 16 ] |
| 2019年 | 1,074            | [ 利用 17 ] |
| 2020年 | 822              | [ 利用 18 ] |
| 2021年 | 973              | [ 利用 19 ] |
| 2022年 | 1,060            | [ 利用 20 ] |
| 2023年 | 1,152            | [ 利用 1 ]  |

## 駅周辺
- 熊本市立春竹小学校
- 南熊本駅通郵便局
- アルファ・システム
- 熊本市消防局南熊本庁舎
- 南熊本病院
- ワンダーシティー南熊本（複合商業施設）
- 熊本大学病院
- 西部ガス熊本工場
- 熊本萩原郵便局
- 熊本八王寺郵便局
- クレッセくまもく（複合商業施設）
- 国道266号線（熊本浜線バイパス）

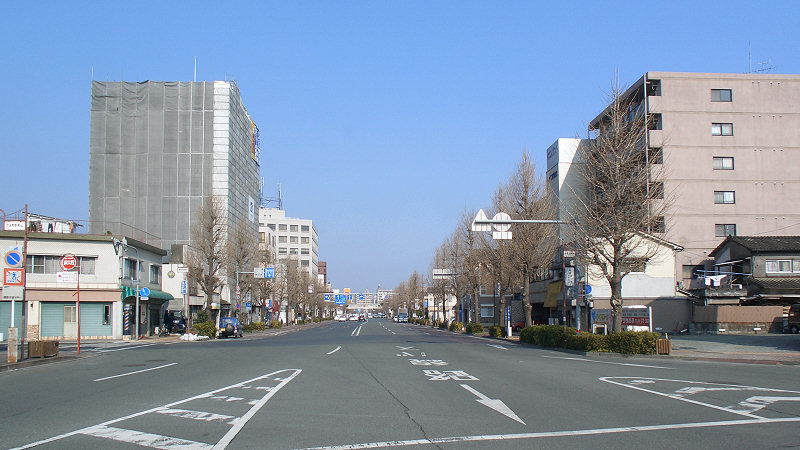
駅前

- 熊本県道104号熊本浜線（通称「旧浜線」）
- ドン・キホーテ 南熊本店
- ハローデイ 南熊本店
- スーパーキッド 熊本国府店
- 熊本信用金庫 南熊本支店
- 熊本第一信用金庫 南熊本支店

## バス路線
駅前ロータリーに南熊本駅前バス停と旧浜線側に南熊本バス停が設置されており、以下の路線バスが運行されている。
| のりば               | 運行事業者           | 路線                         | 系統・行先                                                                                     | 備考                                                                            |
| 南熊本駅前（駅構内） | 南熊本駅前（駅構内） | 南熊本駅前（駅構内）         | 南熊本駅前（駅構内）                                                                           | 南熊本駅前（駅構内）                                                            |
| -------------------- | -------------------- | ---------------------------- | ---------------------------------------------------------------------------------------------- | ------------------------------------------------------------------------------- |
| 1                    | 熊本バス             | 御幸木部線                   | P2-4・P2-5：桜町BT（南熊本3丁目・大学病院構内・下通筋)                                         |                                                                                 |
| 2                    | 熊本都市バス         | 八王寺環状線                 | L0-0：本荘町・大学病院前・下通筋・桜町BT方面                                                   |                                                                                 |
| 2                    | 熊本都市バス         | 流通団地線（田迎一里木系統） | P1-1：桜町BT（本荘町・新市街）                                                                 | 本数少（土日祝日運休）                                                          |
| 2                    | 熊本都市バス         | 流通団地線（野越団地系統）   | P2-1：桜町BT（南熊本3丁目・大学病院前・下通筋）                                                |                                                                                 |
| 2                    | 熊本都市バス         | 長溝団地線                   | P3-1：桜町BT（本荘町・新市街） G4-1：大江6丁目（桜町BT・通町筋）                               | 「G4-1」は本数少（土日祝日運休）                                                |
| 2                    | 熊本都市バス         | 中央環状線                   | O3-0・O3-1：田崎橋・熊本駅方面                                                                 | 土曜は本数少（日祝日運休）                                                      |
| 3                    | 熊本都市バス         | 八王寺環状線                 | P0-0：八王寺・出水中学前・水前寺公園方面                                                       |                                                                                 |
| 3                    | 熊本都市バス         | 流通団地線（田迎一里木系統） | P1-1：済生会病院（田迎一里木）                                                                 | 本数少（土日祝日運休）                                                          |
| 3                    | 熊本都市バス         | 流通団地線（野越団地系統）   | P2-1：野越団地（平成町・済生会病院）                                                           |                                                                                 |
| 3                    | 熊本都市バス         | 長溝団地線                   | P3-1：長溝団地                                                                                 |                                                                                 |
| 3                    | 熊本都市バス         | 中央環状線                   | O3-0・O3-1：南熊本3丁目・味噌天神前・県立劇場前方面                                            | 「O3-1」は県立劇場前止まり便 土曜は本数少、県立劇場前止まり便のみ（日祝日運休） |
| 4                    | 熊本バス             | 御幸木部線                   | P2-2・P2-3：御幸木部（出仲間・笛田神社)                                                        | 「P2-3」は御幸病院経由便                                                        |
| 南熊本（旧浜線）     |                      |                              |                                                                                                |                                                                                 |
| 5                    | 熊本バス             | -                            | M系統：桜町BT                                                                                  |                                                                                 |
| 5                    | 熊本バス             | はません環状線               | M0-0：桜町BT・通町筋・尚絅校前方面                                                             | 本数少（日祝日運休）                                                            |
| 5                    | 熊本バス             | 田迎線                       | M2-1：熊本駅（桜町BT）                                                                         | 本数少                                                                          |
| 5                    | 熊本バス             | 甲佐環状線                   | M4-1：桜町BT・通町筋・県庁方面                                                                 | 平日6時台1便のみ（土日祝日運休）                                                |
| 6                    | 熊本バス             | 田迎線                       | M1-1：中の瀬車庫                                                                               |                                                                                 |
| 6                    | 熊本バス             | 田迎線                       | M2-1：イオンモール熊本                                                                         |                                                                                 |
| 6                    | 熊本バス             | 御船線                       | M3-1：甲佐（イオンモール熊本・御船）                                                           |                                                                                 |
| 6                    | 熊本バス             | 御船線                       | M3-2：通潤山荘（イオンモール熊本・御船・浜町）                                                 |                                                                                 |
| 6                    | 熊本バス             | 辺場線                       | M4-1：甲佐（イオンモール熊本・辺場）                                                           |                                                                                 |
| 6                    | 熊本バス             | 辺場線                       | M4-2：砥用（イオンモール熊本・辺場・甲佐）                                                     | 本数少                                                                          |
| 6                    | 熊本バス             | 辺場線                       | M4-3：浜町（イオンモール熊本・辺場・甲佐・砥用）                                               | 本数少（土日祝日運休）                                                          |
| 6                    | 熊本バス             | 乙女線                       | M5-1：甲佐（イオンモール熊本・舞原団地・乙女小学校）                                           |                                                                                 |
| 6                    | 熊本バス             | 城南線                       | M6-1：城南（イオンモール熊本）                                                                 |                                                                                 |
| 6                    | 熊本バス             | 城南線                       | M6-2：宇土駅東口（イオンモール熊本・城南）                                                     | 本数少（日祝日運休）                                                            |
| 6                    | 熊本バス             | 城南線                       | M6-3：松橋駅（イオンモール熊本・城南）                                                         | 本数少（日祝日運休）                                                            |
| 6                    | 熊本バス             | 城南線                       | M6-4：志導寺（イオンモール熊本・城南） M6-5：下安見（志導寺） M6-6：段鶴（志導寺・豊野支所前） | 本数少 本数少（土日祝日運休） 本数少（日祝日運休）                              |

## 隣の駅
九州旅客鉄道（JR九州）
■豊肥本線
■普通
新水前寺駅 - 南熊本駅 - 平成駅

### かつて存在した路線
熊延鉄道
南熊本駅 - 田迎駅
熊本市電
春竹線
春竹新道停留場 - 南熊本駅前停留場

### 本文
1. 1 2 3 4 5  『週刊 JR全駅・全車両基地』 38号 大分駅・由布院駅・田主丸駅ほか、朝日新聞出版〈週刊朝日百科〉、2013年5月12日、23頁。
2. ↑  “熊本支店内各駅”.  JR九州鉄道営業. 2016年4月12日時点のオリジナルよりアーカイブ。2016年4月20日閲覧。
3. 1 2 3 4  朝日新聞出版分冊百科編集部 編『週刊 歴史でめぐる鉄道全路線 国鉄・JR』 27号・豊肥本線／久大本線、曽根悟（監修）、朝日新聞出版〈週刊朝日百科〉、2010年1月24日、14-15頁。
4. 1 2 3 4  石野哲 編『停車場変遷大事典 国鉄・JR編 Ⅱ』JTB、1998年10月、743頁。ISBN 978-4-533-02980-6。
5. ↑  南熊本 - 田迎駅間、現在の熊本市立託麻中学校に熊本鉄工所前駅が在ったが1945年（昭和20年）ごろに廃駅となった。
6. 1 2 3  熊本市電 春竹線・坪井線 最後の日（昭和45年撮影当時のニュース映像） - RKKニュースミュージアム、2024年4月30日公開
7. ↑  荘田啓介『豊肥線物語』大分合同新聞社、1987年2月、312頁。
8. ↑  「通報 ●飯田線三河川合駅ほか186駅の駅員無配置について（旅客局）」『鉄道公報』号外、日本国有鉄道総裁室文書課、1986年10月30日、12頁。
9. ↑  『交通新聞』交通新聞社、2012年12月4日、1面。
10. ↑  “南熊本駅”.   九州旅客鉄道. 2021年12月10日閲覧。
11. ↑  “【 南熊本駅前 】時刻表”.   熊本バス. 2023年5月28日閲覧。
12. ↑  “南熊本駅前（みなみくまもとえきまえ）熊本都市バス停留所･時刻表検索”.   熊本都市バス. 2023年5月28日閲覧。
13. ↑  “【 南熊本 】時刻表”.   熊本バス. 2023年5月28日閲覧。

### 利用状況
1. 1 2  “駅別乗車人員上位300駅（2023年度）” (PDF).   九州旅客鉄道. 2024年8月31日時点のオリジナルよりアーカイブ。2024年10月5日閲覧。
2. ↑  「118.   Ｊ Ｒ 市 内 駅 乗 車 人 員」『熊本市統計書 平成１６年度版』熊本市総務局情報企画部統計課、2005年、126頁。
3. ↑  「118.   Ｊ Ｒ 市 内 駅 乗 車 人 員」『熊本市統計書 平成１７年度版』熊本市企画財政局企画広報部統計課、2006年。
4. ↑  「１１６.   Ｊ Ｒ 市 内 駅 乗 車 人 員員」『熊本市統計書 平成１８年度版』熊本市企画財政局企画広報部統計課、2007年3月。
5. ↑  「１１６.   Ｊ Ｒ 市 内 駅 乗 車 人 員」『熊本市統計書 平成１９年度版』熊本市企画財政局企画広報部統計課、2008年3月。
6. ↑  「１１-１　ＪＲ市内駅乗車人員」『熊本市統計書 平成２０年度版』熊本市企画財政局企画情報部統計課、2009年3月。
7. ↑  「１１-１　ＪＲ市内駅乗車人員」『熊本市統計書 平成２１年度版』熊本市企画財政局企画情報部統計課、2010年3月。
8. ↑  「11-1　ＪＲ市内駅乗車人員」『熊本市統計書 平成２２年度版』熊本市企画財政局企画情報部統計課、2011年3月。
9. ↑  「11-1　ＪＲ市内駅乗車人員」『熊本市統計書 平成２３年度版』熊本市企画財政局企画情報部統計課、2012年3月。
10. ↑  「11-1　ＪＲ市内駅乗車人員」『熊本市統計書 平成２４年度版』熊本市企画振興局統計課、2013年3月。
11. ↑  「11－１　ＪＲ市内駅乗車人員」『熊本市統計書 平成２５年度版』熊本市企画振興局統計課、2014年3月。
12. ↑  「11－１　ＪＲ市内駅乗車人員」『熊本市統計書 平成２６年度版』熊本市企画振興局統計課、2015年3月。
13. ↑  「11－１　ＪＲ市内駅乗車人員」『熊本市統計書 平成２７年度版』熊本市市民局統計課、2016年3月。
14. ↑  「11－１ ＪＲ市内駅乗車人員」『熊本市統計書 平成28年度版』（PDF）熊本市総務局総務課、2017年3月、91頁。
15. ↑  “駅別乗車人員上位300駅（2017年度）” (PDF).   九州旅客鉄道. 2019年7月6日時点のオリジナルよりアーカイブ。2024年10月5日閲覧。
16. ↑  “駅別乗車人員上位300駅（2018年度）” (PDF).   九州旅客鉄道. 2023年1月20日時点のオリジナルよりアーカイブ。2023年5月28日閲覧。
17. ↑  “駅別乗車人員上位300駅（2019年度）” (PDF).   九州旅客鉄道. 2023年4月18日時点のオリジナルよりアーカイブ。2023年5月28日閲覧。
18. ↑  “駅別乗車人員上位300駅（2020年度）” (PDF).   九州旅客鉄道. 2023年4月18日時点のオリジナルよりアーカイブ。2021年9月16日閲覧。
19. ↑  “駅別乗車人員上位300駅（2021年度）” (PDF).   九州旅客鉄道. 2023年5月16日時点のオリジナルよりアーカイブ。2023年5月28日閲覧。
20. ↑  “駅別乗車人員上位300駅（2022年度）” (PDF).   九州旅客鉄道. 2024年5月27日時点のオリジナルよりアーカイブ。2024年9月2日閲覧。